# Margaret Marrs
O Electronic Delay Storage Automatic Calculator (EDSAC) no Laboratório de matemática da Universidade de Cambridge, Inglaterra, 1948
Margaret Marrs (Lancashire, 1929) é uma matemática e programadora de computadores britânica. Trabalhou como operadora sênior no Electronic Delay Storage Automatic Calculator na Universidade de Cambridge, Inglaterra.